# 우정욱
우정욱(禹政旭, 1967년 11월 20일 ~ )은 대한민국의 제8대 경상남도 고성군의원이다.

## 학력
- 고성종합고등학교 졸업
- 진주농림전문대학교 졸업

## 경력
- 고성군 축산인연합회 사무국장
- 아름축구회 회장
- 경상남도 배드민턴연합회 부회장
- 고성군 배드민턴협회 회장
- 회화면 발전협의회 초대 사무국장
- 고성군 청년회의소 부회장
- 회화면 청년회 회장
- 자유한국당 책임당원
- 고성군 씨름협회 상임부회장
- 고성군 축산업협동조합 근무
- 국제로타리 3590지구 고성로타리 클럽 홍보위원
- (사)한국해양감시협회 고성군지회 운영위원
- 한국자유총연맹 회화면 청년회 부회장
- 고성군 체육회 이사
- 고성군 축구협회 상임부회장
- 회화면 체육회 부회장
- 창원지방검찰청 통영지청
- (사)통영·거제·고성 범죄피해자지원센터 위원
- 바르게살기운동 회화면 위원회 위원
- 미래통합당 경남도당 대변인
- 통영·고성 정점식 국회의원 고성 특별보좌관
- 2020.04 ~ 2022.06 제8대 경상남도 고성군의회 의원
  - 2020.04 ~ 2020.07 제8대 경상남도 고성군의회 전반기 기획행정위원회 위원
  - 2020.04 ~ 2020.07 제8대 경상남도 고성군의회 전반기 예산결산특별위원회 위원
  - 2020.07 ~ 2022.06 제8대 경상남도 고성군의회 후반기 의회운영위원회 위원장
  - 2020.07 ~ 2022.06 제8대 경상남도 고성군의회 후반기 산업경제위원회 부위원장
- 2022.07 ~ 제9대 경상남도 고성군의회 의원
  - 2022.07 ~ 제9대 경상남도 고성군의회 전반기 산업경제위원회 위원장

## 역대 선거 결과
|  | 18.20% |

|  | 61.82% |

|  | 38.28% |